# Áron Tamási
Áron Tamási (ur. 20 września 1897 w mieście Farkaslaka (obecnie Lupeni), zm. 26 maja 1966 w Budapeszcie) – węgierski pisarz.
Pisał barwne, pełne liryzmu i humoru opowiadania z życia wsi transylwańskiej, gdzie się wychował; wiele z tych opowiadań był pisanych gwarą szeklerską (ich polski przekład ukazał się w antologii Opowiadania pisarzy węgierskich XX wieku w 1972). Był przedstawicielem tzw. ruchu pisarzy ludowych. Jest również autorem powieści - m.in. trylogii o Ablu (1932–1934, polski przekład 1 tomu Abel w puszczy ukazał się w 1948), w których realistyczny opis splata się z elementami symboliczno-baśniowymi. W 1954 został laureatem nagrody państwowej im. L. Kossutha.